# Варфуриле (Прахова)
Варфуриле (рум. Vârfurile) насеље је у Румунији у округу Прахова у општини Ваља Калугареаска. Oпштина се налази на надморској висини од 252 m.

## Становништво
Према подацима из 2002. године у насељу је живело 80 становника, од којих су сви румунске националности.